# هندرسن (نبراسکا)
هندرسن(به انگلیسی: Henderson) شهری در ایالت نبراسکا کشور ایالات متحده آمریکا است که جمعیت آن در سرشماری سال ۲۰۱۰ میلادی، ۹۹۱ نفر بوده‌است.